# Poulssonhamaren
Der Poulssonhamaren (norwegisch für Poulssonhammer) ist ein 2660 m hoher Berg in der Heimefrontfjella des ostantarktischen Königin-Maud-Lands. Er bildet die südwestliche Ecke des Skjønsbergskarvet.
Wissenschaftler des Norwegischen Polarinstituts benannten ihn 1967. Namensgeber sind die Zwillingsbrüder Erik Tutein Poulsson (1897–1978) und Leif Torp Poulsson (1897–1991), Widerstandskämpfer gegen die deutsche Besatzung Norwegens im Zweiten Weltkrieg.